# Ringe von Vittene

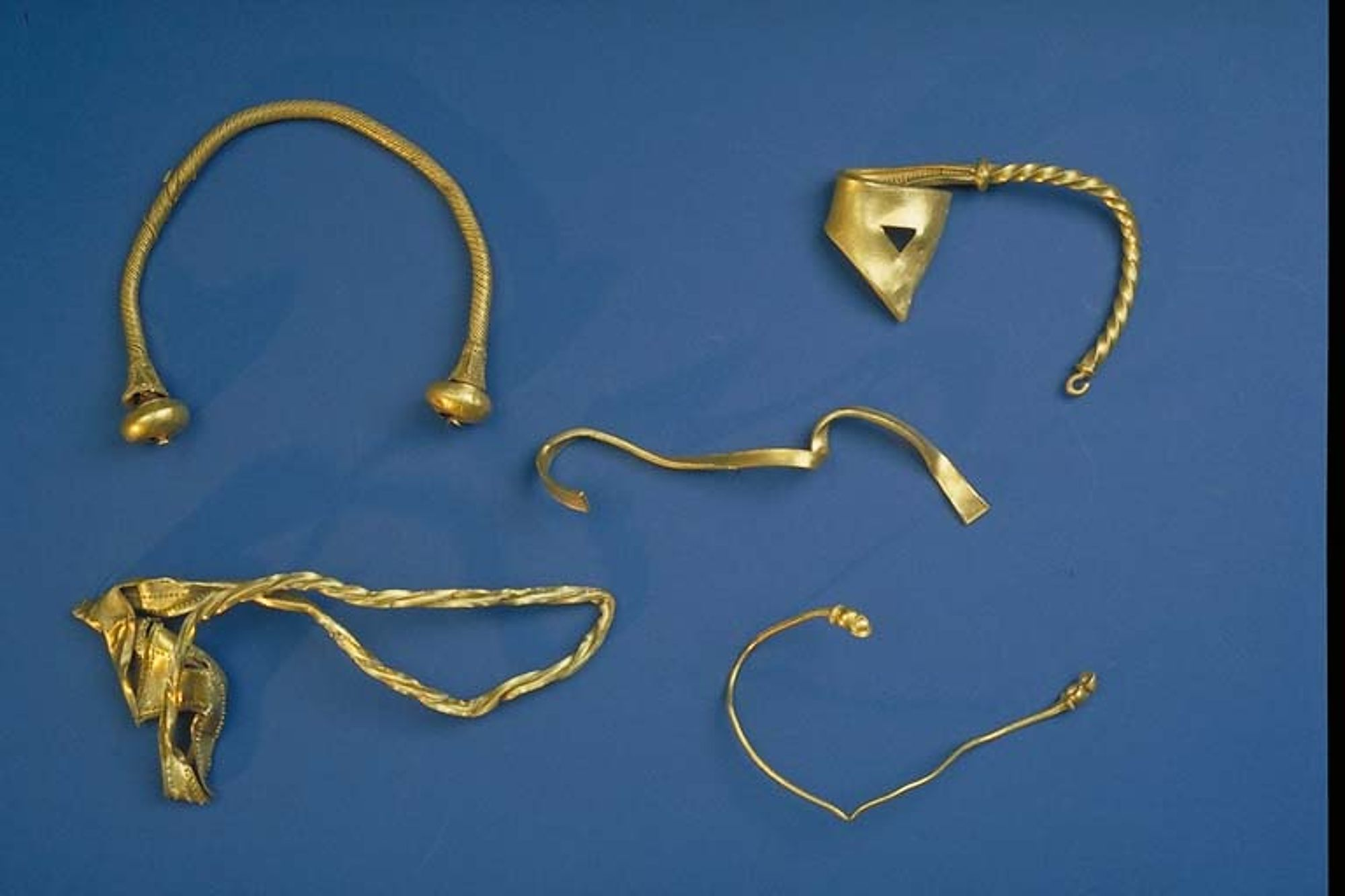
Die fünf Ringe von Vittene

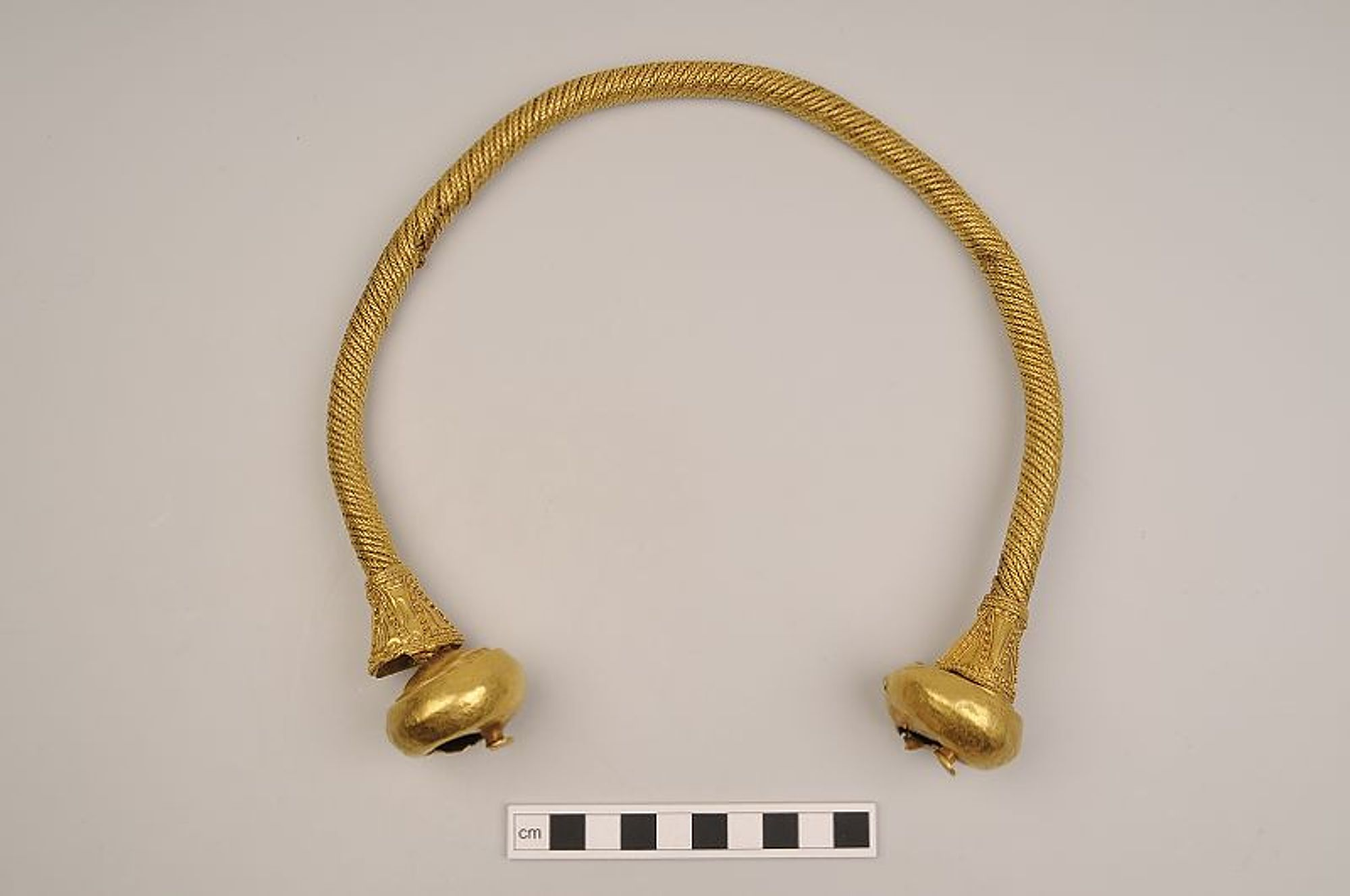
Der zuerst gefundene Torques

Die Ringe von Vittene sind fünf Goldringe, die in Vittene im Kirchspiel Norra Björke in Trollhättan in Västra Götalands län in Schweden gefunden wurden. Es ist mit 1,9 kg der drittgrößte Goldschatz Schwedens. Das Besondere an den Vitteneringen ist, dass sie keinen geschlossenen Hortfund bilden, sondern über die Siedlung verstreut geborgen wurden. Der Fund wird heute im Goldraum des Staatlichen historischen Museums in Stockholm ausgestellt.
Die durchweg beschädigten Ringe sind von unterschiedlichem Typ. Ihre Herkunft erstreckt sich chronologisch über einen Zeitraum von etwa 400 Jahren. Der zuerst gefundene Ring, der ins 2. oder 1. Jahrhundert v. Chr. datiert wird, ist der älteste. Der jüngste Ring gehört wahrscheinlich in das 2. Jahrhundert n. Chr. Neben diesen Goldringen sind einige ähnlich erscheinende Reproduktionen bekannt, beispielsweise auf dem silbernen Kessel von Gundestrup in Dänemark.
Der erste Ring wurde 1990 bei Gartenarbeiten gefunden, blieb aber zunächst unbekannt. Erst als Jahre später im Fernsehen eine Meldung zum Diebstahl des Ringes von Havor ausgestrahlt wurde, nahmen die Finder 1995 Kontakt zum örtlichen Museum auf. Der Ring wurde als Gegenstück des bis dahin in Schweden einzigartigen Ringes von Havor erkannt. Bisher sind sechs Ringe dieses Typs bekannt. Drei stammen aus der Ukraine (einer aus Olbia, zwei aus Smjela, bei Kiew) und einer aus Dänemark (Dronninglund).
Der Ring unterscheidet sich, sowohl was die Qualität als auch den Aufbau angeht, vom Ring von Havor, doch haben beide dieselbe Grundform. Die konischen Übergänge zwischen den Abschlussknöpfen und dem Ringkorpus haben beim Ring von Vittene filigrane Verzierungen und wechseln zwischen flachen Teilen und solchen mit Dekor. Der Ring selbst besteht aus gezwirnten Drähten, die als Spirale um einen Kern aus glatten Goldsträngen gelegt wurden. Diese Herstellungstechnik hat den Ring versteift, so dass er vermutlich nur schwer zu öffnen und zu schließen war. Unbekannt ist, ob der Handwerker ursprünglich vorhatte, die Goldstränge nach Fertigstellung der Spirale zu entfernen. Hätte er dies getan, würde der Ring demjenigen von Havor noch mehr ähneln.
Der Fund des ersten Ringes gab Anlass zu einem wissenschaftlichen Projekt, das noch vier weitere Goldringe zutage förderte und in dessen Verlauf Teile einer großen Siedlung der vorrömischen und römischen Eisenzeit (etwa 500 v. bis 450 n. Chr.) ausgegraben wurden. Zwei Ringe sind von einem Typus, der in Skandinavien zuvor noch nicht gefunden wurde. Wegen ihrer Größe erinnern sie eher an Ringe, die an Statuen übernatürlicher Größe angebracht waren. Die dem Torques ähnelnde Form könnte Götterfiguren geschmückt haben, wie dies bei der Statue des Keltenfürsten vom Glauberg dargestellt ist. Ähnlich ist auch der Silberring von Trichtingen für einen Menschen zu groß. Charakteristisch ist, dass diese Ringe in großen dreieckigen Platten enden und der Abschnitt dazwischen wie beim Torques aus einem verdrehten Goldstab besteht. Die einzige Parallele besteht zu dem in Dänemark gefundenen „Ring von Hellested“, der in die Völkerwanderungszeit datiert wird.
Der vierte Ring hat Tierköpfe an den Enden. Er gehört zu einer heterogenen Gruppe von Ringen mit mehr oder weniger stilisierten Tierköpfen, wie sie aus vielen Teilen Europas bekannt sind. Seine besondere Art ist allerdings nur von drei weiteren Exemplaren bekannt, die alle aus Südskandinavien stammen und in die zweite Hälfte der frühen römischen Eisenzeit datiert werden. Der fünfte und jüngste Ring ist ein vorgefertigtes Objekt. Sein Ende ist breiter, was den Anschein erweckt, dass er zu einem Ring ähnlich den Nr. 2 und 3 verarbeitet werden sollte.
Im Zusammenhang mit der Erkundung des Geländes wurde 1997–1999 eine eisenzeitlichen Siedlung sowie ein angrenzendes Gräberfeld von Archäologen erkundet. Das Gebiet ist über einen 3,5 km langen Kulturlehrpfad erschlossen, der 2009 erweitert wurde.
Die Funde aus der Siedlung zeigten neben Alltagsgegenständen auch Tonscherben von Töpferwaren, die auf dem Festland, vermutlich im Mainzer Raum, hergestellt wurden. Diese wurden mit einer Methode geformt, die zu dieser Zeit im Göta älv-Väner-Gebiet nicht verwendet wurde. Gefunden wurde ein Denar, eine römische Silbermünze, aus der Zeit Kaiser Vespasians um 70 n. Chr. Bei der Münze handelt es sich um eine Fälschung, mit einem verschwindend geringen Silbergehalt. Auf dem nahen Gräberfeld wurden rund 40 Gräber untersucht. Funde aus den Gräbern ermöglichen eine zeitliche Zuordnung zur Besiedlung.